# Sección de Aviación de Ejército de Monte 12
La Sección de Aviación de Ejército de Monte 12 «Águilas del Aire» (Sec Av Ej Mte 12) es una subunidad independiente de aviación de ejército del Ejército Argentino. Está basada en la Guarnición de Ejército «Posadas», Provincia de Misiones. Opera desde el Aeropuerto Internacional de Posadas Libertador General José de San Martín.
En el año 2016, la Sección participó del ejercicio Guaraní realizado entre la Argentina y el Brasil. Se llevó a cabo en el Establecimiento General Ávalos, en la Provincia de Corrientes.
En el año 2019 la XII Brigada de Monte participó un ejercicio en el marco de la Conferencia de Ejércitos Americanos. La actividad consistió en un apoyo en un desastre causado por el desborde los ríos Iguazú y Paraná. Un centro coordinador compuesto por oficiales de trece países asesoraron a la actividad. Los oficiales provenían de Argentina, Brasil, Canadá, Chile, Colombia, República Dominicana, España, Estados Unidos, Perú, Honduras, México, Paraguay y Uruguay. Además, observaron las actividades diversas autoridades del Ministerio de Defensa y del Ejército Argentino. La Sección de Aviación de Ejército de Monte 12 proporcionó la primera ayuda previa al arribo de la Prefectura Naval Argentina, Policía de Misiones, parques nacionales y provinciales.